# Ахурян (село)
Ахуря́н (арм. Ախուրյան) — село в Армении, в Ширакской области.
Бывший центр Ахурянского района (до 1995). До 1945 года называлось Дузкенд.

## Экономика
Население занимается скотоводством и земледелием.

## Население
Предки населения мигрировали с 1828 по 1829 годы из Западной Армении: Басен, Карс, Себастия и Алашкерт (в связи с Русско-турецкой войной (1828—1829)). По данным 2011 года, постоянное население составляет 7,113 человек
| Год | 1831 | 1897 | 1926 | 1939 | 1959 | 1970 | 1979 | 2001 | 2004  |
|     | 456  | 1635 | 2447 | 2320 | 2966 | 3812 | 6364 | 9696 | 10172 |

## Расположение
Село Ахурян находится в 41 км от Грузии и в 16 км от Турции.
Расстояние до крупных городов
| Город  | Расстояние (км) |
| ------ | --------------- |
| Гюмри  | 1               |
| Ереван | 105             |